# NA-411
La NA-411 es una carretera de interés para la Comunidad Foral de Navarra, tiene una longitud de 28,2 km, comunica los valles de Ultzama y Basaburúa.

## Recorrido
| Denominación | Kilómetro | Salida                  | Carretera               | Dirección               |
| ------------ | --------- | ----------------------- | ----------------------- | ----------------------- |
| NA-411       | 0         |                         | N-121-A NA-8109         | Ostiz Irún Pamplona     |
| NA-411       | 0         |                         | NA-4240                 | Ostiz                   |
| NA-411       | 2         |                         | NA-4241                 | Ciáurriz                |
| NA-411       | 3         | Travesía de Ripa        | Travesía de Ripa        | Travesía de Ripa        |
| NA-411       | 6         |                         | NA-4242                 | Galáin                  |
| NA-411       | 8         |                         | NA-4230                 | Araiz                   |
| NA-411       | 8         |                         | NA-4100                 | Aizoáin Berrioplano     |
| NA-411       | 9         | Travesía de Lizaso      | Travesía de Lizaso      | Travesía de Lizaso      |
| NA-411       | 10        | Travesía de Larraintzar | Travesía de Larraintzar | Travesía de Larraintzar |
| NA-411       | 12        | Travesía de Auza        | Travesía de Auza        | Travesía de Auza        |
| NA-411       | 14        |                         | NA-4116                 | Elzaburu                |
| NA-411       | 15        |                         | NA-4355                 | Ilarregui               |
| NA-411       | 15        |                         | NA-4115                 | Suarbe                  |
| NA-411       | 17        |                         | NA-4114                 | Beinza-Labayen          |
| NA-411       | 17        |                         | NA-4113                 | Erviti                  |
| NA-411       | 19        |                         | NA-4351                 | Aizároz                 |
| NA-411       | 19        |                         | NA-4119                 | Garzarón                |
| NA-411       | 20        | Travesía de Jauntsarats | Travesía de Jauntsarats | Travesía de Jauntsarats |
| NA-411       | 20        |                         | NA-4112                 | Beruete                 |
| NA-411       | 22        |                         | NA-4140                 | Ihaben                  |
| NA-411       | 24        |                         | NA-4111                 | Itsaso                  |
| NA-411       | 25        | Travesía de Beramendi   | Travesía de Beramendi   | Travesía de Beramendi   |
| NA-411       | 25        | Travesía de Udabe       | Travesía de Udabe       | Travesía de Udabe       |
| NA-411       | 28        |                         | NA-1300                 | Irurzun                 |
| NA-1300      | 28        |                         | NA-1300                 | Lecumberri              |
| NA-1300      | 28        |                         | A-15                    | Pamplona San Sebastián  |